# Szlavutics
Szlavutics (ukránul: Славутич) város Észak-Ukrajnában, 200 km-re Kijevtől. Az 1986-ban bekövetkezett csernobili atomerőmű-baleset után építették, azzal a céllal, hogy a kiürített Pripjaty város lakosságát ide telepítsék át. Területe 2,53 négyzetkilométer, jelenleg 25 000 ember él itt.

## Története
A várost 1986-ban kezdték építeni, az első lakók 1988. március 26-án foglalták el lakásaikat. Sok hajdani pripjatyi lakos költözött ide, a csernobili atomerőmű dolgozói is itt telepedtek le. Nevét a Dnyeper ószláv nevéről (Szlavutics) kapta.
A várost főként a baleset után kitelepítettek számára építették, köztük mintegy 8000 embernek, akik 1986-ban még gyerekek voltak. A városban magas a sugárzással kapcsolatos megbetegedések száma. Sok lakos ingázik az erőmű és az otthona között, mivel munkája odaköti az egykori üzem ellenőrzése és karbantartása miatt.

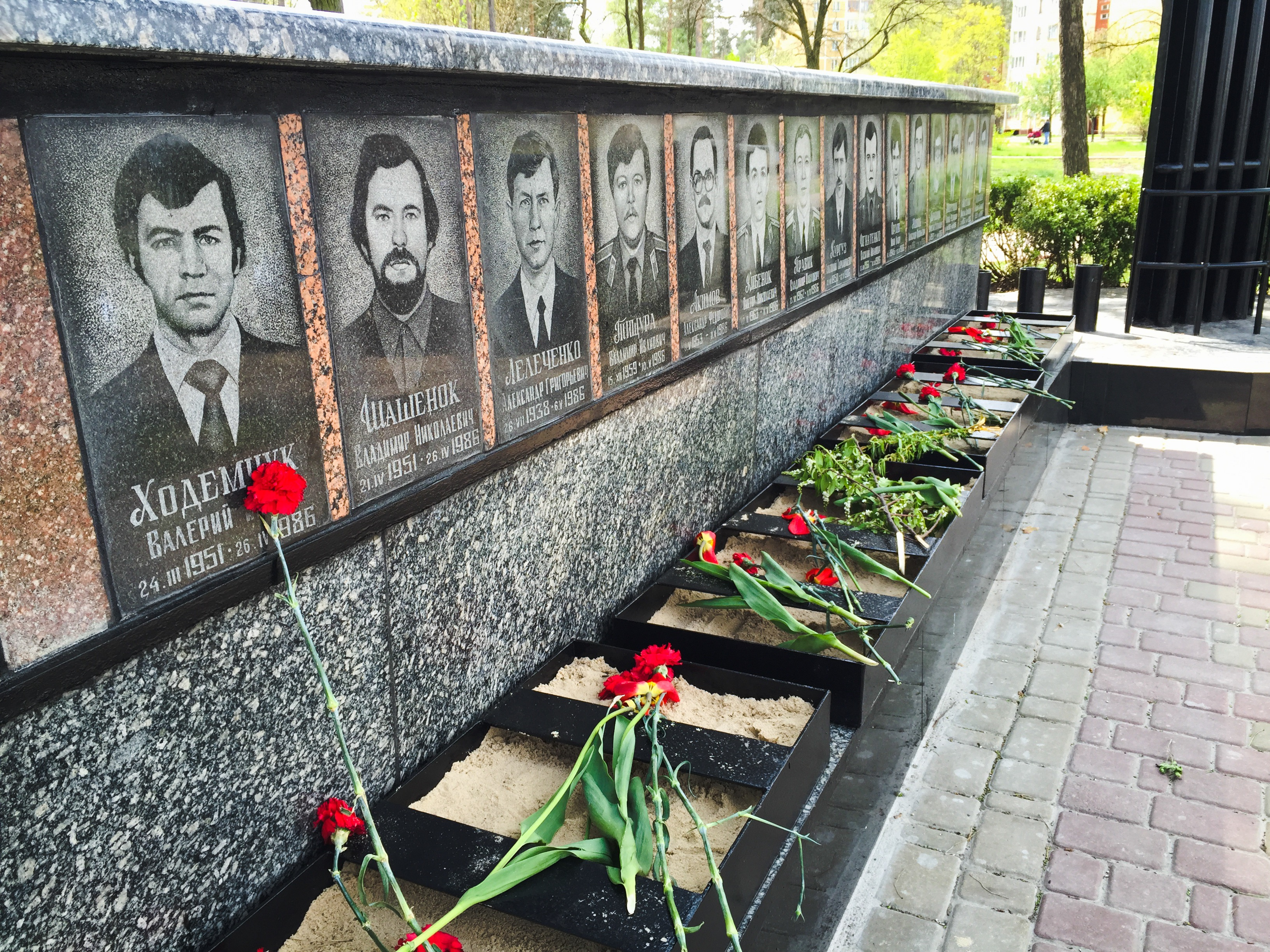
A csernobili likvidátorok emlékműve

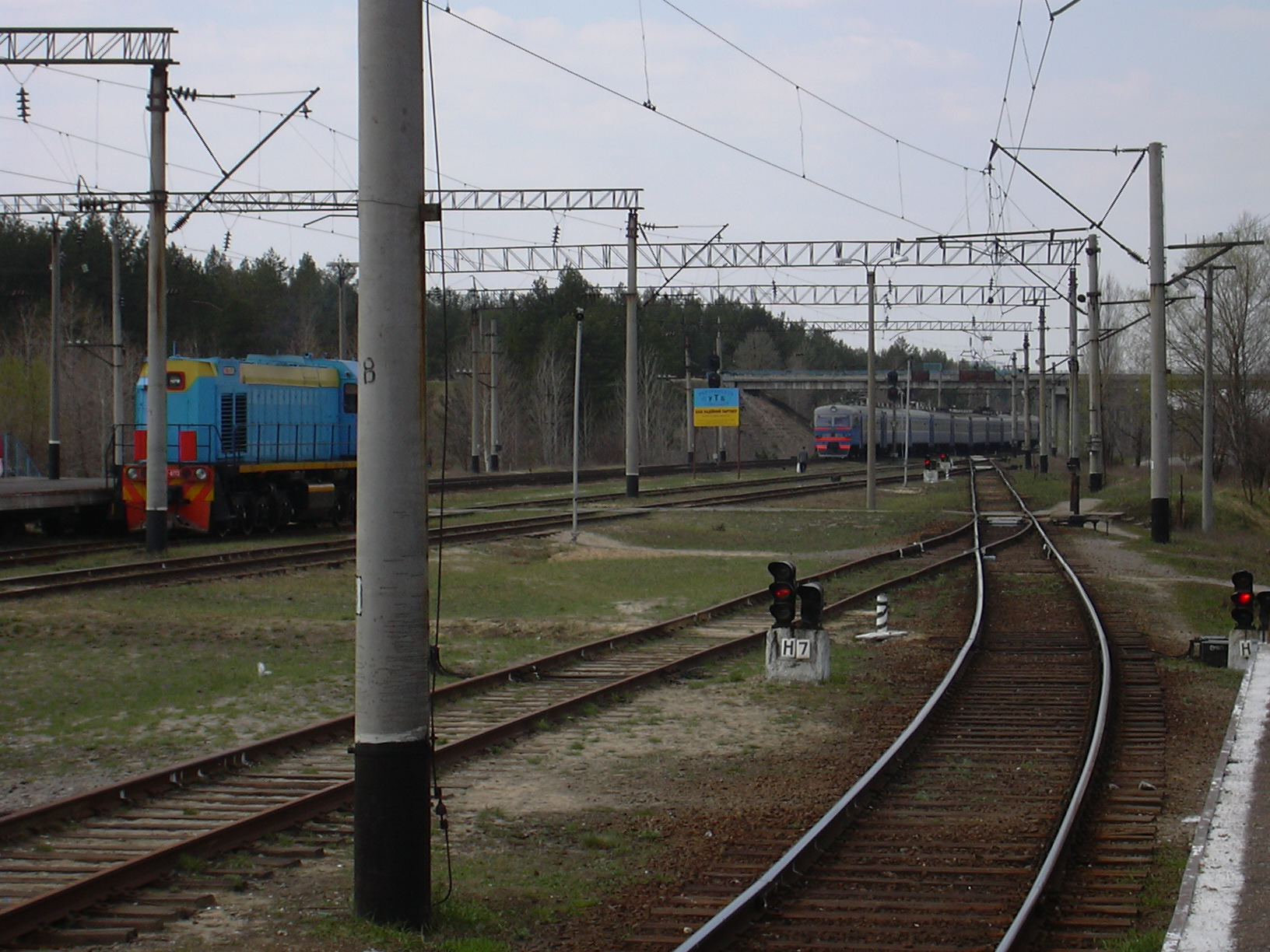
A szlavuticsi vasútállomás

Szlavutics települést 21. századi városnak tervezték, amelyre a kellemes környezet, jó életszínvonal jellemző, korszerű és modern építésű házakkal. A város sokkal nagyobb, mint a legtöbb más ukrán város. Az építés során Ukrajna mellé még nyolc egykori szovjet köztársaság is bekapcsolódott az építésbe, úgy mint az Örményország, Azerbajdzsán, Észtország, Grúzia, Lettország, Litvánia, Oroszország. Mindegyikük saját építési stílusát hozta a városba. Ezen kívül a városban működik egy ifjúsági központ, modern művelődési ház, városháza, internetkávézó, modern klinika, szálloda, továbbá számos sportolási lehetőség kínálkozik. A lakosság mintegy 80%-a panelházakban vagy társasházakban él, a többi 20% saját családi házban. A városban egyedülállóan magas a születési arány, ennek eredményeképpen az átlagéletkor messze itt a legalacsonyabb a többi ukrán városhoz képest. A lakosság több mint egyharmada 18 éven aluli.
A város lakossága 2001-ig a csernobili atomerőműben dolgozott, azonban a bezárását követően a hajdanán 9000 ember számára munkát adó erőmű állománya 3000 főre csökkent, akik csupán állagmegóvást és karbantartást végeznek a területen. Annak érdekében, hogy Szlavuticsban gazdasági fejlődés induljon, a várost különleges gazdasági övezetnek nyilvánították.  A lakosság számára a szakmai átképzési programokat indított a kormány azoknak, akik elveszítették munkájukat. Ezen erőfeszítések ellenére közel 1500 fő hagyta el a várost és ez a tendencia várhatóan a közeljövőben is folytatódik.

## Földrajza
Szlavutics a Dnyeper folyó partján található, 40 km-re Csernobiltól, 45 km-re Pripjaty városától, valamint 200 km-re Kijevtől. Bár a várost a Csernyihivi területhez tartozó területen építették fel, közigazgatásilag a Kijevi területhez tartozik területi jelentőségű (járási jogú) városként.